# Avital Ronell
Avital Ronell (/ˈɑːvɪtəl roʊˈnɛl/ AH-vit-əl-_-roh-NEL; nascida em Praga, 15 de abril de 1952) é uma acadêmica norte-americana que escreve sobre filosofia continental, estudos literários, psicanálise, filosofia política e ética. Ela é professora na área de humanidades e nos departamentos de línguas e literatura germânicas e literatura comparada da Universidade de Nova Iorque, onde codirige o programa de estudos transdisciplinares sobre trauma e violência. Assim como o professor catedrático de filosofia Jacques Derrida, Ronell também dá aulas na European Graduate School em Saas-Fee.
Ela escreveu sobre temas como do escritor alemão Johann Wolfgang von Goethe; o inventor do telefone Alexander Graham Bell; a estrutura da prova nos domínios jurídico, farmacêutico, artístico, científico, Zen, e histórico; estupidez; o desaparecimento da autoridade; infância; e a deficiência. Ronell é co-fundadora da revista Qui Parle.
Uma investigação de onze meses na Universidade de Nova Iorque determinou que Ronell assediou sexualmente um estudante de graduação do sexo masculino, e a universidade a suspendeu sem remuneração durante o período acadêmico de 2018–2019.

## Biografia
Filha de diplomatas israelenses, Avital Ronell nasceu em Praga, capital da então Checoslováquia. Foi artista performática antes de entrar na vida acadêmica. Em 1956, transferiu-se para Nova Iorque. Ela frequentou a Rutgers Preparatory School e se formou em 1970. Quando jovem imigrante, Ronell afirmou mais tarde que ela frequentemente encontrava casos de xenofobia e antissemitismo. Ela obteve um Bachelor of Arts pelo Middlebury College e, posteriormente estudou com Jacob Taubes e Hans-Georg Gadamer no Instituto Hermenêutico da Universidade Livre de Berlim. Ela recebeu seu doutorado em filosofia em estudos alemães na Universidade de Princeton em 1979, onde seu orientador foi Stanley Corngold e sua dissertação tratou da autorreflexão nos escritores alemães Johann Wolfgang von Goethe e Friedrich Hölderlin, além do austro-húngaro Franz Kafka. Quando ela conheceu Jacques Derrida em um simpósio e ele perguntou seu nome, ela se apresentou como "Metafísica", e ele escreveu mais tarde que "achou este joguinho bastante inteligente". Posteriormente, ela estudou com Derrida e Hélène Cixous em Paris. Ela ajudou a apresentar Derrida ao público americano, traduzindo seu ensaio sobre "Antes da Lei" de Kafka, seu ensaio sobre a lei do gênero biológico / gênero artístico, suas palestras sobre a relação de Nietzsche com a biografia e uma série de outras obras. Ronell tornou-se amiga íntimo do poeta e romancista Pierre Alféri, filho de Derrida, que mais tarde influenciou Ronell na titulação de várias de suas principais obras. Alféri foi morar com Ronell ainda adolescente após a revelação do adultério de seu pai.
Professora da Universidade da Virgínia por um curto período de tempo, Ronell afirma que foi demitida porque ensinava filosofia continental e "frequentava a universidade regularmente: [seus] alunos ficaram chocados com isso — não correspondia aos seus imagem de uma mulher acadêmica!" Ela ingressou no corpo docente de literatura comparada da Universidade da Califórnia em Riverside e depois na Universidade da Califórnia em Berkeley, onde deu aulas com Philippe Lacoue-Labarthe, Jean-Luc Nancy e Judith Butler. Ela era amiga íntima da escritora Kathy Acker e se identificava com a ficção de Acker, dizendo que eles estavam "destinados um ao outro". Em 1996, mudou-se para a Universidade de Nova Iorque, onde ministrou um curso junto com Jacques Derrida até 2004.
Em 2009, o Centro Georges Pompidou convidou Ronell para realizar uma série de entrevistas com artistas e pensadores como Werner Herzog, Judith Butler, Dennis Cooper, Jean-Luc Nancy e Suzanne Doppelt. Também em 2009, realizou cursos de ensino ao lado de Slavoj Žižek. Em 2010, François Noudelmann também lecionou com ela e foi parceiro de curadoria do programa Walls and Bridges em 2011.
Ronell atuou como presidente da Divisão de Filosofia e Literatura e da Divisão de Literatura Comparada da Modern Language Association de 1993 a 1996, e fez um discurso de abertura na reunião anual da American Comparative Literature Association em 2012.

## Análise do trabalho de Ronell
Ronell defende "a necessidade do ininteligível". Em um relato de 1992 sobre o espancamento do motorista negro Rodney King, Ronell argumentou que a expressão "perfeitamente clara" serve recorrentemente como um código para a mentira branca. Em vez de se referir a si mesma como autora de um texto, ela às vezes se descreve como “signatária”, “operadora” ou mesmo “televisão”. Ela, às vezes, se concentra em pensadores que limpam depois de outros pensadores, argumentando que o que ela chama de "departamentos de saneamento", às vezes prejudica o trabalho que eles fazem depois.

### Dictations: On Haunted Writing(1986)
Ronell investiga uma das obras mais influentes de Goethe, Conversas com Eckermann, que ele não escreveu, mas ditou a um jovem companheiro esquizoide, Johannes Peter Eckermann. Anunciado por Nietzsche como “o melhor livro alemão”, Conversas com Eckermann contém os últimos pensamentos de Goethe sobre arte, poesia, política, religião e o destino da literatura e filosofia alemãs. Ronell lê Conversas com Eckermann como um retorno do além-túmulo do grande mestre da literatura e da ciência alemãs.
Ronell começa explorando o foco de Goethe em "um certo domínio da imaterialidade — as aparições não substancializáveis (...) [de] previsão do tempo (...) fantasmas, sonhos e algumas formas de transmissões telepáticas ocultas." Ronell renomeia o efeito Goethe, o que ela chama de "textos assassinos"  e descreve o efeito como a maquinação textual destrutiva de valores, dos "mais dignos (Werther, de The Sorrows of Young Werther)". A primeira parte abre sobre a dívida de Freud para com Goethe e reimprime o frontispício do romance A Psicopatologia da Vida Cotidiana. Ronell nomeia Goethe como o "conselheiro secreto (Geheimrat)" de Freud e já antecipa seu trabalho sobre o Homem dos Ratos na terceira nota de rodapé onde alude à "lógica do supositório, inserindo o elemento vital na narrativa do outro". Na primeira seção, Ronell pretende "sintonizar [seus] ouvidos com as ordens telepáticas que o fantasma de Goethe transmitiu a Freud por um sistema de controle remoto.
As ideias de Ronell envolve uma prática de leitura onde a análise de um texto deve investigar o movimento interminável em direção ao fechamento do ditado. Ronell pratica assim o que se chama de leitura acadêmica, prática desenvolvida por Nicolas Abraham e Maria Torok, na qual o psicanalista traça as metáforas textuais, as estruturas retóricas e as associações linguísticas de um escritor/paciente.
A "Parte Dois" apresenta um caso de parasitismo literário entre Eckermann e Goethe, e abre na cena da mesa de Goethe em Weimar "no dia 11 de setembro de 1828, às duas horas". Em outras palavras, Ronell reimagina a cena que Eckermann ilustra no início e no final de Conversas com Eckermann. Ronell passa a abordar a ficção do escritor como um ser humano particularmente admirável e defende a necessária passividade do escritor como ser humano. Ronell também questiona a noção de um conjunto de obras como uma totalidade. Ronell remapeia argumentos anteriores sobre a apropriação feminina em termos de escrita, para Eckermann, que "envolve recuperar algo 'para mim', na maior parte instintivamente; implica atos repetitivos de apropriação".
Dictations: On Haunted Writing explora como o trabalho de escrita em geral adere a um chamado ditado de outro lugar, um chamado formador do desejo.

### The Telephone Book: Technology — Schizophrenia — Electric Speech(1989)
Ronell questiona as operações que objetos comuns como o telefone e o livro ditam. Ela assina o texto como operadora da central telefônica ao lado de Richard Eckersley, operador de design, e Michael Jensen, operador de compositor. O design de Eckersley parte de sua "sutileza e contenção tipográfica" em direção a um design computacional, marcado por novos programas de software de criação de páginas para interpretar o texto tipograficamente. Eckersley desaloja o texto de configurações presumidamente convencionais e muda o foco da leitura com lacunas inexplicáveis, deslocamentos entre frases e parágrafos, imagens espelhadas de páginas frente a frente, palavras borradas a ponto de serem indecifráveis e um exagero regular de espaçamento negativo entre linhas, derramamento frases umas nas outras. Ultrapassando os limites de um "Índice" ou "Notas de rodapé" comum, os operadores criaram uma "Assistência ao diretório", na qual os capítulos aparecem como índices de referência, e páginas amarelas intituladas "Classificados", nas quais as notas de rodapé aparecem como solicitações de anúncios.
Seguindo o “Manual do Usuário”, o texto começa como se o leitor atendesse uma chamada: “E ainda assim, você está dizendo sim, quase automaticamente, de repente, às vezes de forma irreversível”. Ronell deixa claro que The Telephone Book é um projeto filosófico sobre questões relativas ao telefone, à chamada e às secretárias eletrônicas: "sempre incompleta, sempre inacessível, sempre prometendo ao mesmo tempo sua essência e sua existência, a filosofia se identifica finalmente com esta promessa, ou seja, com a sua própria inalcançabilidade."

### Crack Wars: Literature, Addiction, Mania(1992)
Ronell toma como ponto de partida as ideias do filósofo Nietzsche de que, desde que a cultura existiu, ela apoiou e inspirou o vício. Ela desenvolve um argumento investigando desejos destrutivos que coincidem com a guerra às drogas e com o próprio vício em drogas que a guerra afirma querer vencer. O texto pretende perturbar a simples compreensão das drogas de um lado ou de outro de uma oposição binária.

### Finitude's Score: Essays for the End of the Millennium(1994)
A assistente de pesquisa e amiga, Shireen RK Patell, ajudou a concretizar o Finitude's Score. A obra Finitude's Score reúne uma série de reflexões sobre a frágil memória deixada no final do milênio. Analisa os projetos responsáveis pela devastação da humanidade e pensa no futuro. Ronell pergunta por que o século XX aposta tanto na dicção da deficiência. Para Ronell, isso diz que “estamos esgotados”. Ronell traça a relegitimação da guerra, o estatuto filosófico do boato, a força questionável da polícia, os locais de teste da tecnologia, as políticas corporais da doença e uma reconstituição completa do sujeito do direito. Em suma, a Pontuação de Finitude lê o desejo de acabar de uma vez por todas, de acabar definitivamente com as questões, como o legado eterno do logos ocidental.

## Recepção e crítica

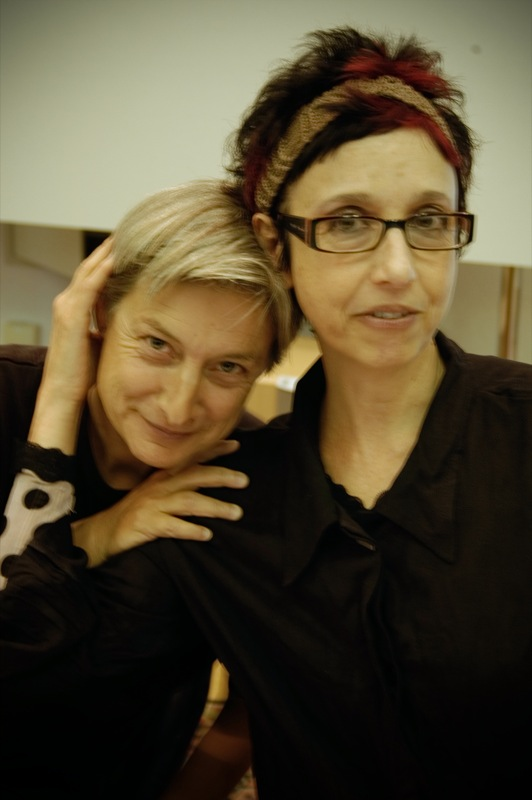
Judith Butler e Ronell em 2006

O trabalho de Ronell foi alvo de elogios e críticas. Em 1994, a revista Diacritics publicou uma edição especial "On the Work of Avital Ronell", na qual Jonathan Culler escreveu: "Ao longo da última década, Ronell reuniu o que deve ser uma das obras críticas mais notáveis da nossa era (...) Zeugmaticamente unindo a gíria da cultura pop com a análise filosófica, forçando o confronto entre a alta literatura e a tecnologia ou a cultura das drogas, Avital Ronell produz frases que assustam, irritam, iluminam. Ao mesmo tempo hilários e refratários, seus livros são como nenhum outro." Judith Butler disse que se sente profundamente grata à influência de Ronell em seu trabalho e afirmou em uma coletânea Reading Ronell: "O caminho diferente que Ronell segue é precisamente o caminho da diferença: gay, difícil, afirmativo, irônico." A especialista em coletâneas, Diane Davis, destacou a "provocação singular da 'notável obra crítica' de Ronell", "os insights devastadores, o estilo de escrita sem precedentes, o implacável desestabilizações." Na sexta sessão de The Beast and the Sovereign, em 6 de fevereiro de 2002, Jacques Derrida dedicou atenção especial à Stupidity de Ronell e elogiou a complexidade intraduzível de sua "ironia".
Em contrapartida, em uma resenha de 1990 de The Telephone Book para o New York Times Book Review, o romancista Robert Coover apreciou a "pirotecnia visual" da tipografia do livro, mas descobriu que "o argumento (...) era o de um artigo acadêmico bastante convencional, reconhecidamente partidário-alinhado por vozes continentais da moda como Jacques Lacan, Roland Barthes e Jacques Derrida", e achou "fraca" a conexão que Ronell tentou estabelecer entre Heidegger, a esquizofrenia e o telefone. Em uma resenha de 2002 de Stupidity for the Times Literary Supplement, o filósofo Jonathan Rée disse que a "prosa de Ronell parece uma tradução penosa de uma versão francesa de Heidegger, mas dificilmente há uma frase que não tente impedir o show de receber uma ovação por sua inteligência." Bernd Hüppauf (ex-presidente do departamento alemão da NYU que contratou Ronell, mas mais tarde foi substituído por ela) descreveu de forma semelhante seu trabalho como "traduzir a incompreensibilidade em pseudo-profundidade".

## Investigação de conduta sexual

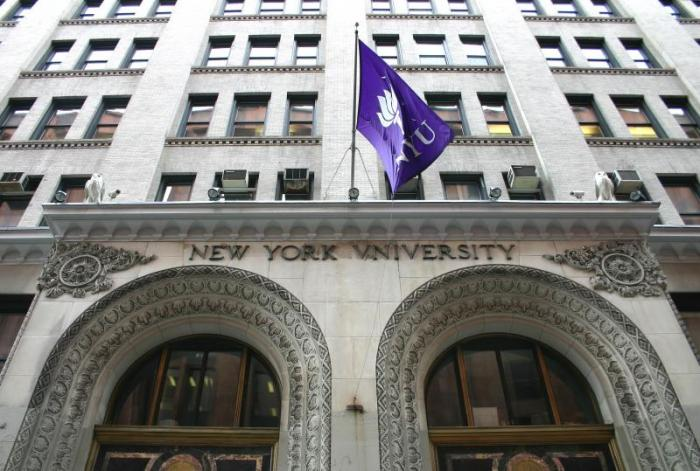
Ronell trabalhou na Universidade de Nova Iorque, local onde a professora catedrática foi acusada de assédio sexual

Em setembro de 2017, um estudante, mais tarde identificado como seu ex-aluno de graduação Nimrod Reitman, apresentou uma queixa no escritório Title IX da Universidade de Nova Iorque, acusando Ronell de assédio sexual, agressão sexual, perseguição e retaliação durante o período de três anos em que ela atuou como sua orientadora de doutorado. Em maio de 2018, a universidade considerou Ronell responsável por assédio sexual e suspendeu-a para o ano letivo de 2018–2019. Ronell nunca admitiu ter cometido assédio sexual, alegando que os e-mails de ambas as partes continham "expressões exageradas de ternura" porque eles eram "ambos gays", e não porque ela o estava assediando sexualmente. Em 16 de agosto de 2018, Reitman entrou com uma ação judicial contra Ronell e a universidade, alegando assédio sexual, agressão sexual e perseguição.
Brian Leiter publicou uma carta datada de 11 de maio de 2018 para a NYU escrita em defesa de Ronell. A carta foi escrita e assinada por grandes figuras nas áreas do feminismo, teoria queer, filosofia, literatura e história, incluindo Judith Butler, Slavoj Žižek, Joan Scott, Gayatri Chakravorty Spivak, Jean-Luc Nancy e outros. Além disso, Lisa Duggan e Chris Kraus publicaram postagens em blogs negando as acusações de assédio sexual de Ronell.
A carta foi posteriormente criticada por sugerir que Ronell deveria ser desculpada com base na importância de suas contribuições acadêmicas e por imputar uma "intenção maliciosa" a Reitman. O Movimento Me Too foi alvo de escrutínio à medida que acadêmicas feministas continuaram a apoiar Ronell, apesar das acusações de má conduta sexual. Posteriormente, Butler lamentou parte do texto da carta e lamentou ter sugerido "que o status e a reputação de Ronell merecem qualquer tipo de tratamento diferenciado". Žižek argumentou que os anos de assédio sexual de Ronell a Reitman foram "uma série de atos de excentricidade". Duggan chamou os e-mails de Ronell para Reitman de "práticas de intimidade queer".
Fornecendo contexto histórico e institucional, um artigo na Los Angeles Review of Books argumentou que a conduta inadequada de Ronell estava intimamente ligada ao poder que ela exerce nas humanidades como uma "estrela teórica". O cientista político Corey Robin observou que "as maiores reivindicações de Ronell estavam em seu tempo, em sua vida, em sua atenção e energia".
A escritora e crítica Andrea Long Chu, em The Chronicle of Higher Education, descreveu suas experiências como professora assistente de Ronell na Universidade de Nova Iorque, o que a fez acreditar nas alegações de Reitman. Observando que Ronell parecia ter se sentido 'perseguida' mesmo enquanto ensinava, Andrea Long Chu argumentou que o desejo de Ronell de que Reitman a fizesse 'sentir-se amada' não lhe dava autonomia em se sentir no 'direito' por 'status' de 'foder' [sic] estudantes, mas, ao contrário, porque "a implacável misoginia da universidade" ainda lhe parecia presente:
Mesmo que ela tenha autonomia, poder e destaque, ela ainda [sic] pensa em si mesma como uma estudante de pós-graduação vulnerável que precisa de cuidados e proteção, ou seja, ela acha que ainda é a pessoa que Reitman está dizendo que ele é. (itálico no original).
Ronell voltou a lecionar na Universidade de Nova Iorque no outono de 2019. Seu curso, "Unsettled Scores: Theories of Grievance, Stuckness, & Boundary Troubles", foi anunciado no campus com um folheto perguntando: "Como internalizamos secretamente as estruturas penitenciárias?" O retorno de Ronell causou protestos e demandas frequentes de grupos estudantis para sua demissão, como a petição distribuída pelo sindicato dos trabalhadores de estudantes de pós-graduação, com cerca de 600 assinaturas, que pedia a demissão de Ronell da universidade, uma exigência que foi endossado pela assembleia geral do governo estudantil do ambiente acadêmico. Em fevereiro de 2020, ela tirou uma licença semestral. No outono de 2023, Ronell continua a ministrar cursos de graduação e pós-graduação na mesma instituição de ensino superior.

## Prêmios e honrarias
- 1995–1996: Bolsa de estudos do presidente da Universidade da Califórnia[30]
- 1993: Prêmio Bolsista de Pesquisa[30]
- 1991: Bolsa de Culturas Americanas[30]
- 1981–1983: Bolsa Alexander von Humboldt-Stiftung[30]

## Obras publicadas
- 2018: Complaint: Grievance among Friends (em inglês)
- 2012: Loser Sons: Politics and Authority (em inglês). ISBN 0-252-03664-6
- 2010: Fighting Theory: In Conversation with Anne Dufourmantelle. ISBN 0-252-07623-0. trad. do francês para inglês por Catherine Porter.
- 2010: Lignes de Front (ISBN 2-234-06404-X ) trad. para o inglês por Daniel Loayza.
- 2008: The ÜberReader: Selected Works of Avital Ronell (em inglês). ISBN 0-252-07311-8. Coautoria com Diane Davis.
- 2007: Life Extreme: An Illustrated Guide to New Life (em inglês). ISBN 2-914563-34-5. Coautoria com Eduardo Kac.
- 2006: American philo: Entretiens avec Anne Dufourmantelle (em inglês). ISBN 2-234-05840-6
- 2005: The Test Drive (em inglês). ISBN 0-252-02950-X.
- 2002: Stupidity (em inglês). ISBN 0-252-07127-1.
- 1994: Finitude's Score: Essays for the End of the Millennium (em inglês). ISBN 0-8032-8949-9.
- 1992: Crack Wars: Literature, Addiction, Mania (em inglês). ISBN 0-252-07190-5.
- 1989: The Telephone Book: Technology — Schizophrenia (em inglês). ISBN 0-8032-8938-3.
- 1986: Dictations: On Haunted Writing (em inglês). ISBN 0-8032-8945-6.